# Benny Génsbøl
Benny Génsbøl (* 15. August 1933; † 30. Juli 2005) war ein dänischer Ornithologe und Autor zahlreicher Bestimmungs- und Fachbücher.
Der Lehrer Génsbøl schrieb zahlreiche Vogelbestimmungsbücher und naturkundliche Reiseführer. Auch bei Überblickswerken legte er Wert darauf, in den beschriebenen Ländern gewesen zu sein und pflegte ein weites Netz von Kontaktpersonen in Nordafrika und dem Mittleren Osten.
Im deutschsprachigen Raum ist das 1986 erschienene Buch Greifvögel, ins Deutsche übersetzt und bearbeitet vom Ornithologen Walther Thiede, sein bekanntestes Werk. Es entwickelte sich zu einem Standardwerk für deutschsprachige Ornithologen und wurde neben der dänischen Originalausgabe in zahlreiche Sprachen übersetzt.
Benny Génsbøl war 15 Jahre Vizepräsident der Dansk Ornitologisk Forening und wurde 2004 zum Ehrenmitglied ernannt.

## Publikationen (Auswahl)
- Rovfuglene i Europa, Nordafrika og Mellemøsten, mit Bjarne Bertel (Illustrationen); Übersetzungen u. a.
  - Birds of Prey of Europe, North Africa and the Middle East, Collins 1988.
  - Greifvögel. Alle europäischen Arten, Bestimmungsmerkmale, Flugbilder, Biologie, Verbreitung, Gefährdung, Bestandsentwicklung, bearbeitet von Walther Thiede, BLV, München 2005 (4. Auflage), ISBN 978-3-405-16641-0.
- Bornholm. Naturführer, mit Lotte Gensbøl, Gyldendal, Kopenhagen 2009 (2. Auflage), ISBN 978-87-02-08130-5.
- Nordens Fugle, Gyldendal, Kopenhagen 2006 (5. Auflage), ISBN 9788702029895.
- Gyldendals bog om fuglehaven, Gyldendal, Kopenhagen 2004, ISBN 9788702031478.
- Grønlands dyr og planter, Gyldendal, Kopenhagen 1998, ISBN 9788712033875.